# ويليام لافاييت سترونج
ويليام لافاييت سترونج (بالإنجليزية: William Lafayette Strong)‏ هو سياسي أمريكي، ولد في 22 مارس 1827 بمقاطعة رتشلاند في الولايات المتحدة، وتوفي في 2 نوفمبر 1900. حزبياً، نشط في الحزب الجمهوري. وقد انتخب عمدة مدينة نيويورك (1895 – 1897).